# Dominhate
Dominhate ist eine italienische Death-Metal-Band aus Pordenone, die 2008 gegründet wurde.

## Geschichte
Die 2008 gegründete Band und entstand aus den Zerfallsresten der Gruppe Esequie, die wiederum von 2005 bis 2008 aktiv gewesen war. Die Besetzung bestand anfangs aus dem Gitarristen Alex Barosco, dem Bassisten und Sänger Steve und dem Schlagzeuger Michele „Mik“. Letzterer verließ die Gruppe im Sommer 2009 und wurde durch Slippy ersetzt. 2011 komplettierte der Gitarrist Jesus die Besetzung. Über The Spew Records, einem Sub-Label von Punishment 18 Records, erschien 2014 das Debütalbum Towards the Light, dem sich 2016 über Lavadome Productions die EP Emissaries of Morning anschloss.

## Stil
Jacob Dawson von metal-temple.com schrieb in seiner Rezension zu Towards the Light, dass hierauf aggressiver Death Metal zu hören ist, wobei man den Mitgliedern eine gewisse Reife anhören könne. Der Gesang bestehe aus tiefen Growls. Die Songs würden sich jedoch nur in Kleinigkeiten unterscheiden, lediglich der letzte Song biete etwas mehr Abwechslung. Jay S von teethofthedivine.com bezeichnete die Musik von Emissaries of Morning als brutalen Death Metal, bei dem sich die Gruppe recht routiniert gebe und noch mehr bieten könne als nur Doublebass, eine hohe Spielgeschwindigkeit und tiefe Growls. Die Musik erinnere etwas an den alten Bandkatalog von Southern Lord, ehe man dem Doom Metal entlehnte Riffs verarbeite. Die folgenden Blastbeats und Doublebass könnten Fans von Suffocation und Deicide ansprechen. In den Songs würden sich eine hohe Spielgeschwindigkeit und ein technisch hohes Spielniveau die Waage halten.

## Diskografie
- 2014: Towards the Light (Album, The Spew Records)
- 2016: Emissaries of Morning (EP, Lavadome Productions)